# Катастрофа Ан-24 під Харковом
Катастрофа Ан-24 під Харковом — авіаційна катастрофа, що сталася 20 листопада 1975 року в околицях Харкова з літаком Ан-24Б авіакомпанії Аерофлот, в результаті якої загинули 19 осіб.

## Літак
Ан-24Б з бортовим номером 46349 (заводський — 97305708) був випущений заводом Антонова 31 грудня 1969 року. Всього на момент катастрофи авіалайнер мав у загальній складності 9445 годин нальоту і 8146 посадок.

## Катастрофа
Літак виконував політ за маршрутом Мінеральні Води — Ростов-на-Дону — Харків — Гомель. У Ростові-на-Дону після ночівлі відбулася зміна екіпажу. Новий екіпаж з 105-го льотного загону складався з командира (КПС) Олексія Позднякова, другого пілота Анатолія Трасковського і бортмеханіка Євгенія Бойцова. У салоні працювала також стюардеса Людмила Галезник.
О 18:22 за місцевим часом авіалайнер вилетів з аеропорту і після набору висоти зайняв ешелон 4800 метрів. На його борту перебували 46 пасажирів: 44 дорослих і 2 дитини.
Підлітаючи до Харкова, екіпаж після прольоту Барвінкове отримав вказівку знизитися до висоти 3000 метрів, а після прольоту Лихачове — зайняти висоту 2400 метрів курсом на ДПРМ з посадковим курсом 83°. Коли екіпаж доповів про зайняття висоти 2400 метрів, то отримав дозвіл знижуватися до висоти 2100 метрів, а потім до 1500 метрів. Далі на висоті 1500 метрів екіпаж перейшов на зв'язок з диспетчером кола. Нічне небо над Харковом в цей час було повністю затягнуте хмарами з нижньою межею 600 метрів, йшов слабкий дощ, а видимість становила 10 кілометрів.
О 19:34 екіпаж отримав від диспетчера кола дозвіл знижуватися до 1200 метрів курсом до третього розвороту. Коли екіпаж доповів про занятті висоти 1200 метрів, диспетчер повідомив умови посадки і передав: «встановіть тиск сім півсотні сім». Екіпаж підтвердив: «встановив сімсот півсотні сім». Насправді це значення тиску було невірним, так як тиск аеродрому становило насправді не 757, а 737 мм рт.ст..
Але диспетчер при прослуховуванні підтвердження від екіпажу не помітив цієї помилки і дав дозвіл знижуватися до висоти кола 400 метрів. Коли екіпаж доповів про заняття висоти 400 метрів, він дав дозвіл знижуватися до 300 метрів до четвертого розвороту.
О 19:38 мітка літака на екрані оглядового радіолокатора несподівано пропала.
Через неправильно виставлений тиск, барометричні висотоміри завищували свідчення на 220 метрів. Коли за ним висота становила 270 метрів, спрацював сигналізатор «Небезпечна висота», задатчик небезпечної висоти радіовисотоміра при цьому був виставлений на 50 метрів. Проте екіпаж не відреагував на спрацювання даного сигналу, а командир вимкнув задатчик, ймовірно, вважаючи, що той несправний. Через 23 секунди з моменту спрацьовування сигналізатора, що летить за магнітним курсом 43° зі швидкістю 270 км/год Ан-24 без крену і з малої вертикальною швидкістю зниження на висоті 20 метрів над землею врізався у верхівки дерев і почав руйнуватися. Через 120 метрів з правим креном авіалайнер врізався в безлісий схил пагорба, після чого перескочив його і на протилежному боці 190 метрів від місця першого удару врізався в гай і остаточно розпався. Пожежі при цьому не виникло.
Ан-24 впав в районі четвертого розвороту де місцевість височіла над рівнем аеродрому на 40 метрів (+20 метрів висота дерев) і в 12 кілометрах на захід від аеропорту. У катастрофі загинули 19 осіб: стюардеса і 18 пасажирів.

## Причина катастрофи
Помилка диспетчера кола, який передав на борт тиск аеродрому 757 мм рт.ст. замість 737 мм рт.ст., що в результаті установки екіпажем цього значення тиску на барометричний висотомір призвело до зниження у зміненому польоті нижче безпечної висоти. Екіпаж, дезорієнтований показаннями барометричних висотомірів, не прийняв екстрених заходів до переведення літака в набір висоти при отриманні сигналу «небезпечна висота».